# Claude Bridel
Claude Bridel (* 25. August 1922 in Lausanne; † 17. Juni 2007 in Prilly) war ein Schweizer evangelischer Geistlicher und Hochschullehrer.

## Leben

### Familie
Claude Bridel war der Sohn von Gaston Bridel, Redakteur der Gazette de Lausanne, und dessen Ehefrau Simone (geb. Dubrit) († 1980). Er hatte noch zwei Geschwister, darunter seine Schwester:
- Danielle Bridel († 2004), Juristin im Bundesamt für Sozialversicherungen, ab 1976 Chefin der Abteilung Krankenversicherung.[1]

Er war seit 1946 mit Françoise, Tochter des Ingenieurs Alfred Langer, verheiratet.

### Werdegang
Claude Bridel immatrikulierte sich 1941 an der Theologischen Fakultät der reformierten Freikirche des Kanton Waadt in Lausanne und beendete sein Studium 1946 mit seiner Dissertation L'église réformée et la célébration de la Sainte Cène: problèmes de discipline ecclésiastique et de liturgique.
Nach seinem Studium war er von 1945 bis 1949 Pfarrer in Chalon-sur-Saône im Burgund; in dieser Zeit erfolgte 1947 seine Konsekration. Ab 1950 war er als Pfarrer der Freikirche des Kanton Waadt tätig.
1962 erhielt er die Professur für Praktische Theologie an der Theologischen Fakultät der Freikirche in Lausanne und nach dem Zusammenschluss von Landes- und Freikirche zur reformierten Kantonalkirche Église Évangélique Réformée du canton de Vaud sowie der damit verbundenen Fakultäten wurde Claude Bridel 1968 Dekan der Theologischen Fakultät der Universität Lausanne und war von 1979 bis 1983 deren Rektor.

### Berufliches Wirken
1984 gründete Claude Bridel das Institut romand de pastorale, sein besonderes Interesse galt der Seelsorge in Alters- und Pflegeheimen und mit seiner Dissertation von 1971 über die Diakonie erneuerte er das reformatorische Konzept der Kirchenämter.
Als Rektor beeinflusste er die Entwicklung der Universität Lausanne massgeblich, unter anderem, indem er Anfang der 1970er Jahre deren Umzug auf den Campus Lausanne in Dorigny leitete.

## Schriften (Auswahl)
- L'église réformée et la célébration de la Sainte Cène: problèmes de discipline ecclésiastique et de liturgique. Lausanne, 1946.
- Petite histoire de la pastorale de la Côte. Lausanne, 1957.
- Vivre ensemble. Lausanne: Impr. La Concorde, 1958.
- Claude Bridel; Mark Buck: Grâce de l'obéissance: prédications. Lausanne, 1959.
- Comment peut-on être pasteur? Céligny: Secrétariat romand de la Fédération suisse des Eglises protestantes, 1961.
- Le ministère diaconal dans l'Eglise d'aujourd'hui. La mission du laïcat. 1963.
- A la recherche d'une discipline baptismale pour aujourd'hui. 1970.
- Aux seuils de l esperance: le diaconat en notre temps. Neuchâtel, Suisse: Delachaux & Niestlé, 1971.
- L'Eglise justifiée par ses oeuvres: une diaconie pour aujourd'hui. Fontaines: DRMD, 1989.
- Claude Bridel; Pierre Gisel: Pratique et théologie. Genève: Labor et Fides, cop. 1989.
- Claude Bridel; Françoise Couchepin: La pastorale des établissements médico-sociaux: les leçons d'une expérience (1984-1989). Lausanne: Coordination œcuménique de l'aumônerie des établissements médico-sociaux, 1989.
- Woraus die Kirche lebt. Freiburg, Schweiz Paulusverl. Zürich Theol. Verl. 1991.
- L'Eglise que nous vivons. Fribourg: Ed. Saint-Paul; Genève: Labor et Fides, 1992.
- Etudier la théologie à Lausanne: un cadre, des parcours, des ressources. Lausanne: Faculté de théologie UNIL Lausanne, 1992.
- Souvenirs de notre compagnie pendant les années de mobilisation 1939–1945. 1996.
- Marcel Ghelber; Claude Bridel: A la recherche de sa source et de son sens divins : vivre sa vie en Dieu et la vie de Dieu en soi. Lausanne: Editions L'Age d'homme, 2001.